# Stotra

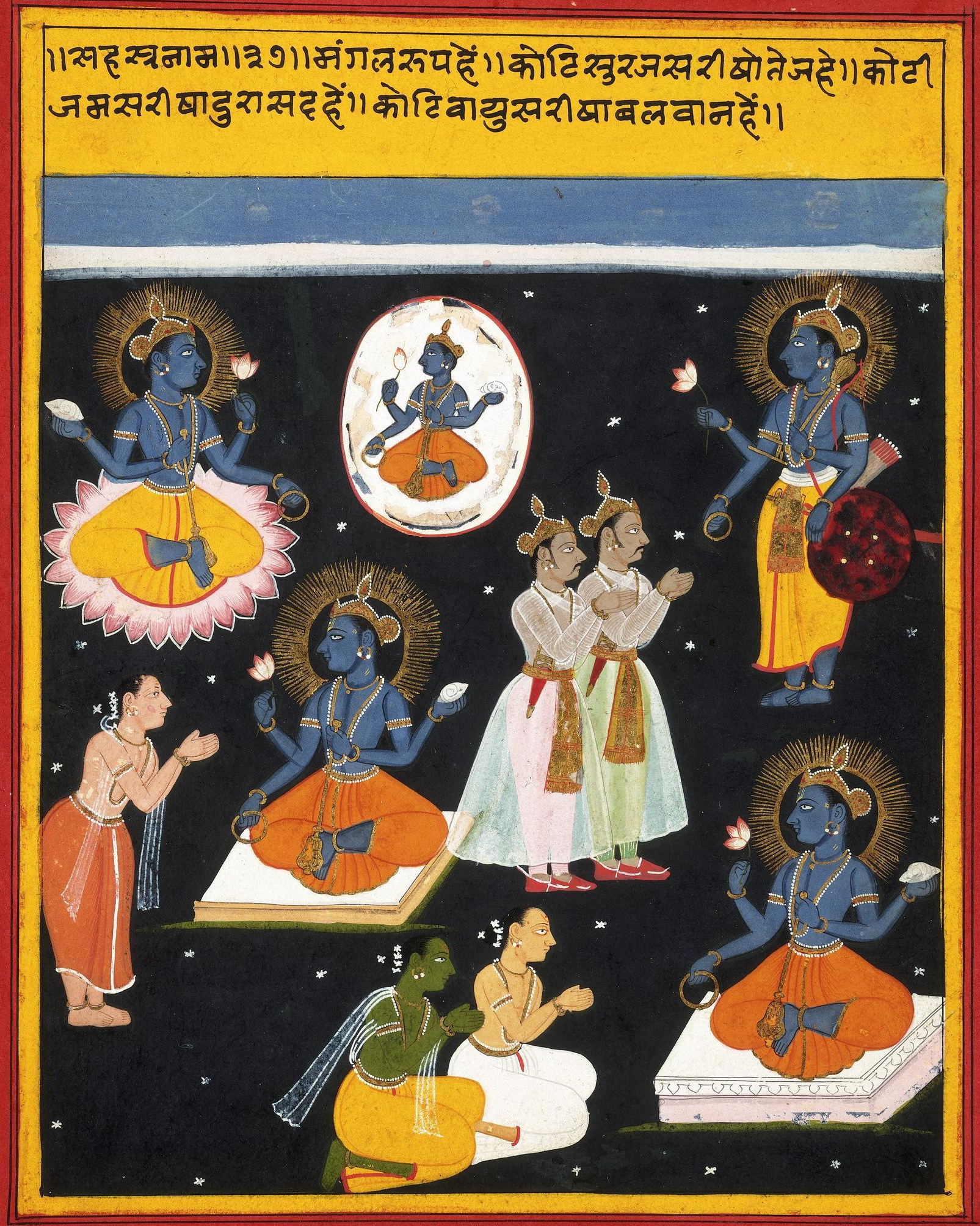
Il·lustració d'un manuscrit de Vishnusahasranama de 1690.

Stotra o Stotram (en devanagari: स्तोत्र stotra) és un mot sànscrit per designar una oració en forma d'himne dedicat a la divinitat. Sempre es canten o es reciten en veu alta i consisteixen en versos que transmeten la glorificació i atributs del déu. El nom prové amb el verb "stu", que significa pregar.
Els stotres són un tipus de literatura devocional popular i no estan subjectes a les regles estrictes d'altres escriptures índies antigues, com ara els Vedes.
Especialment coneguts són el Shiva Tandava Stotram, en lloança a Xiva, i Ram Raksha Stotra, dedicat a Rama. Un tipus especial de stotra, anomenat Sahasranama, consisteix en una lletania que recita els noms d'una deïtat. Per exemple, el Vishnu Sahasranama és l'stotra que recita els 1.000 noms de Vixnu.